# Teresa (telenovela)
Teresa (Teresa) je meksička telenovela produkcijske kuće Televisa, snimana tokom 2010. i 2011. godine u Meksiku. Producent serije je José Alberto Castro. Glavne uloge igrali su Angelique Boyer, Aarón Díaz, Sebastian Rulli i Ana Brenda Contreras. Telenovela je od početka snimanja bila pod velikim praćenjem od strane obožavatelja telenovela. Mnogi je uspoređuju s popularnom meksičkom telenovelom Rubi istog producenta.

## Sinopsis
Svi želimo uvijek više nego što imamo, ali do kuda smo spremni ići da postignemo ono što želimo?
Teresa je mlada djevojka zasljepljena ambicijom, ali nespremna da radi kako bi se izvukla iz siromaštva u kojem živi, već za to bira put prevare i izdaje. Njeni roditelji su podnijeli ogromne žrtve kako bi joj osigurali pristojan život, ali Teresa želi više. Njen dečko Mariano je iskreno voli i uvijek ju je podržavao, ali Teresa na njega gleda kao na marionetu, zaljubljenu budalu koja će uvijek biti u njenoj moći. Svaki put će ga prezreti kako bi se posvetila drugim, bogatim muškarcima, a vratit će mu se samo kad shvati da se druge djevojke, poput njene prijateljice Aurore, zanimaju za njega.
Njena prva žrtva bit će Paulo, najbolja prilika na fakultetu gdje Teresa studira pod stipendijom, ali kada on sazna za njen ekonomski status, i prozre njene laži, otkazuje venčanje i želi je učiniti svojom ljubavnicom. Kad ona to odbija, Paulo je ismija pred svima. Teresina osveta ga stiže nakon nekog vremena, kada on umire zbog droge.
Kasnije, Teresa se nabacila na svog profesora, Artura de la Barreru, koji će joj platiti studije i zaljubiti se u nju. Teresa uspjeva ubijediti Arturovu sestru Luisu da je roditelji ne vole i da je maltretiraju, zbog čega je Luisa vodi u svoju kuću. Tamo koketira s Arturom i izluđuje ga. Ipak, njegova profesionalna etika i obećanje koje je dao njenom ocu, sprečavaju ga da joj izjavi ljubav dok ona ne završi studije prava i prestane biti samo njegova učenica.
Kada najzad diplomira, ponovo odbacuje Mariana, udaje se za Artura i putuje s njim u Europu. Ali prije udaje upoznaje Fernanda, Luisinog vjerenika, europskog milijunaša koji pripada višoj klasi. Arturo više nije zanimljiv i Teresa sada ima novi cilj - oteti dečka svojoj najboljoj prijateljici.
Na taj način, počevši od svojih roditelja, Teresa će slamati srca i uništavati sreću svih koji je okružuju, ne misleći da će doći trenutak kada će joj život naplatiti za sve što je učinila.

## Verzije
- Prva verzija ove telenovele bila je 1959. godine, a protagonisti su bili Maricruz Olivier i Luis Beristain.
- Druga verzija slijedila je 1965. za Brazl, protagonsiti su biliGeorgia Comide i Walmor Chagas.
- Treća verzija urađena je 1967. producenta Valentín Pimstein, protagonisti su bili Pituka de Foronda i Guillermo Zetina.
- Četvrta i zasigurno najpopularnija verzija urađena je 1989. a uloge su igrali popularni Salma Hayek i Rafael Rojas

## Uloge
| Glumac               | Uloga                       |
| -------------------- | --------------------------- |
| Aarón Díaz           | Mariano Sánchez Suárez      |
| Sebastian Rulli      | Arturo de la Barrera Azuela |
| Angelique Boyer      | Teresa Chávez Aguirre       |
| Ana Brenda Contreras | Aurora Alcázar              |
| Cynthia Klitbo       | Juana                       |
| Silvia Mariscal      | Refugio Aguirre de Chávez   |
| Manuel Landeta       | Ruben Cáceres Muro          |
| Jéssica Segura       | Rosa Chávez Aguirre         |
| Margarita Magaña     | Aída Caceres                |
| Fernanda Castillo    | Luisa de la Barrera Azuela  |
| Felicia Mercado      | Genoveva de Cáceres         |
| Juan Carlos Colombo  | Armando Chávez              |
| Mario Iván Martínez  | Steve Norton                |
| Óscar Bonfiglio      | Héctor Alcázar              |
| Toño Mauri           | Hernán Ledesma              |
| Fabiola Campomanes   | Esperanza Medina            |
| Alejandro Ávila      | Cutberto                    |